# Pala di San Francesco a Fabriano

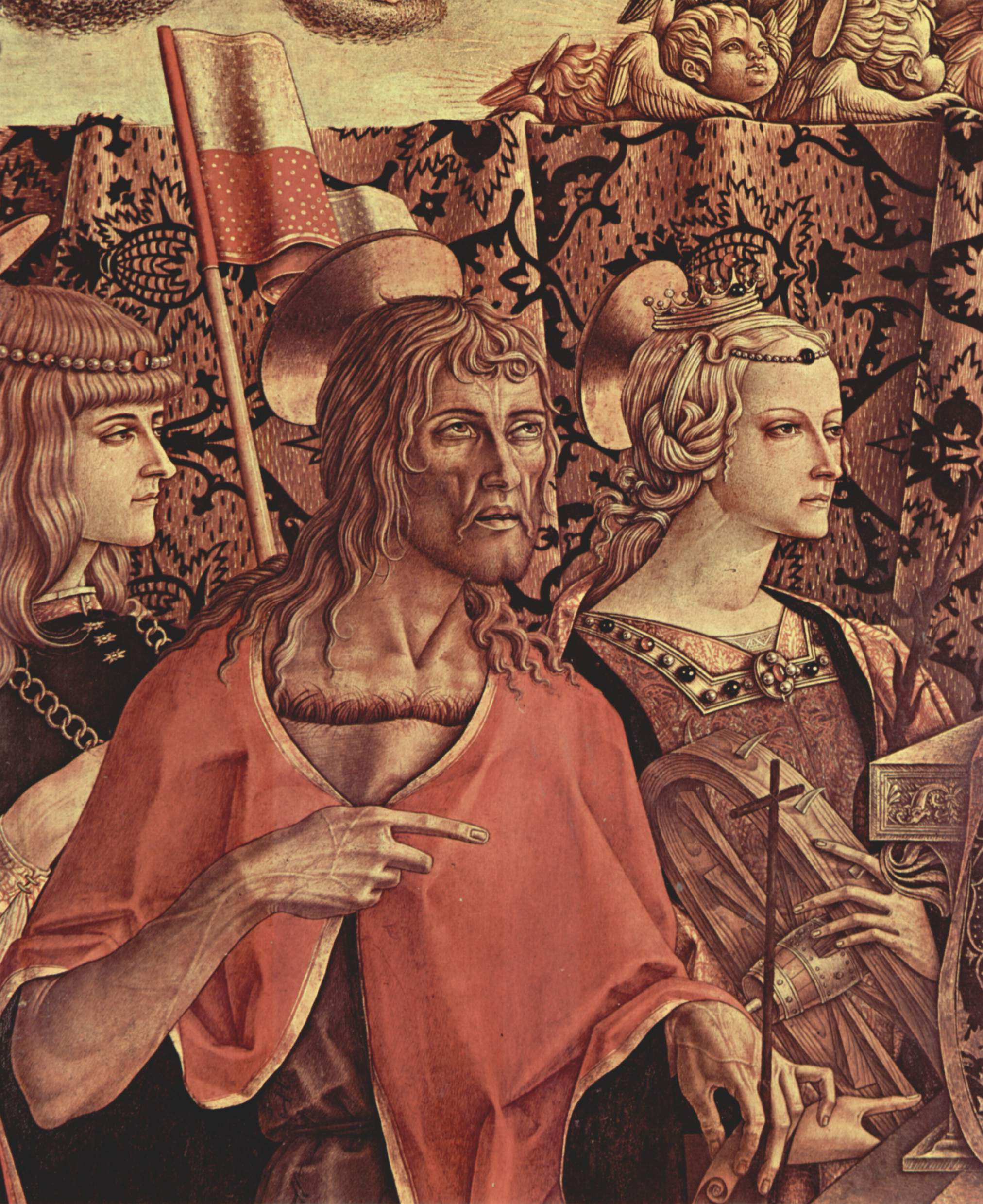
Dettaglio dellIncoronazione

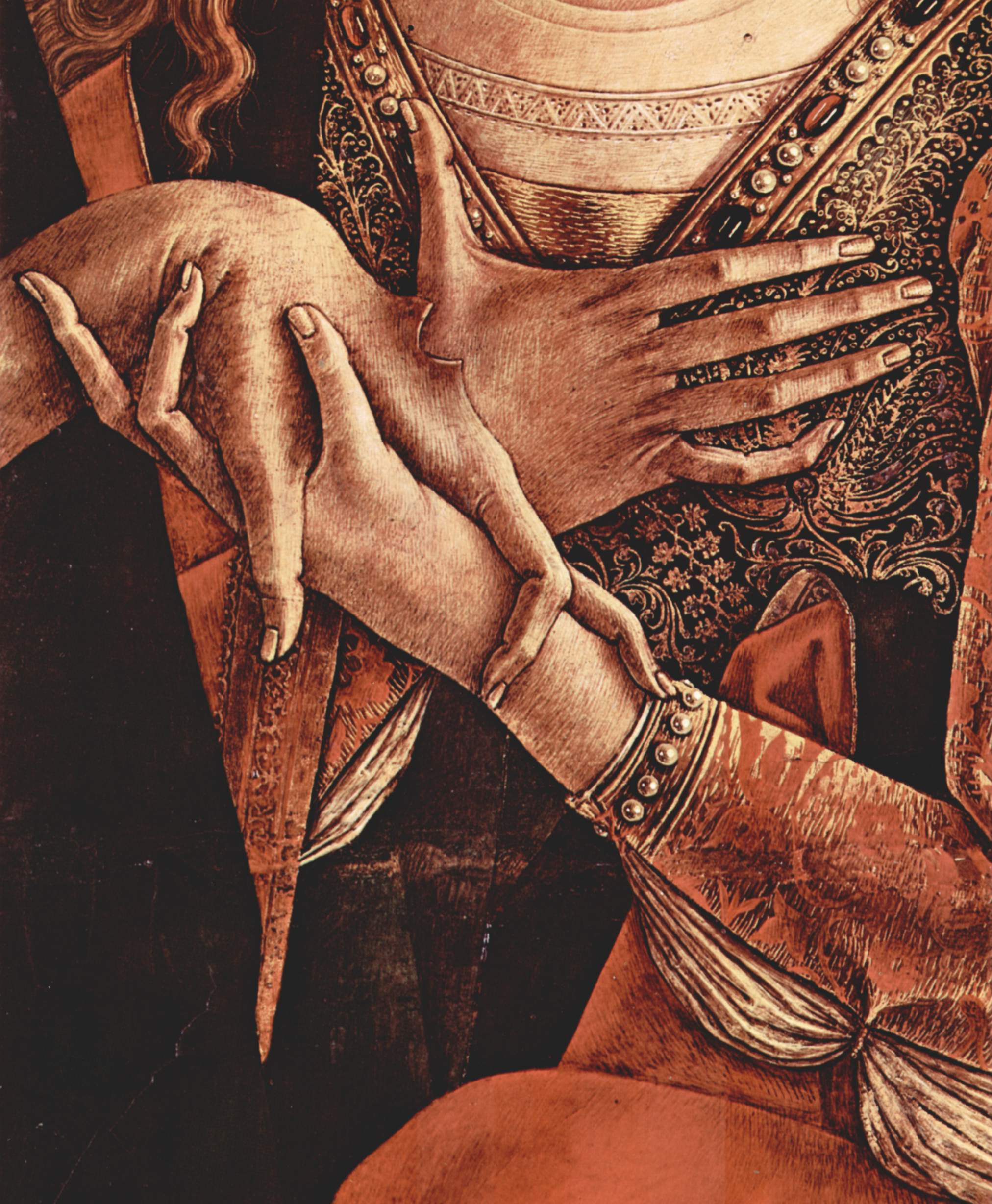
Dettaglio della Pietà

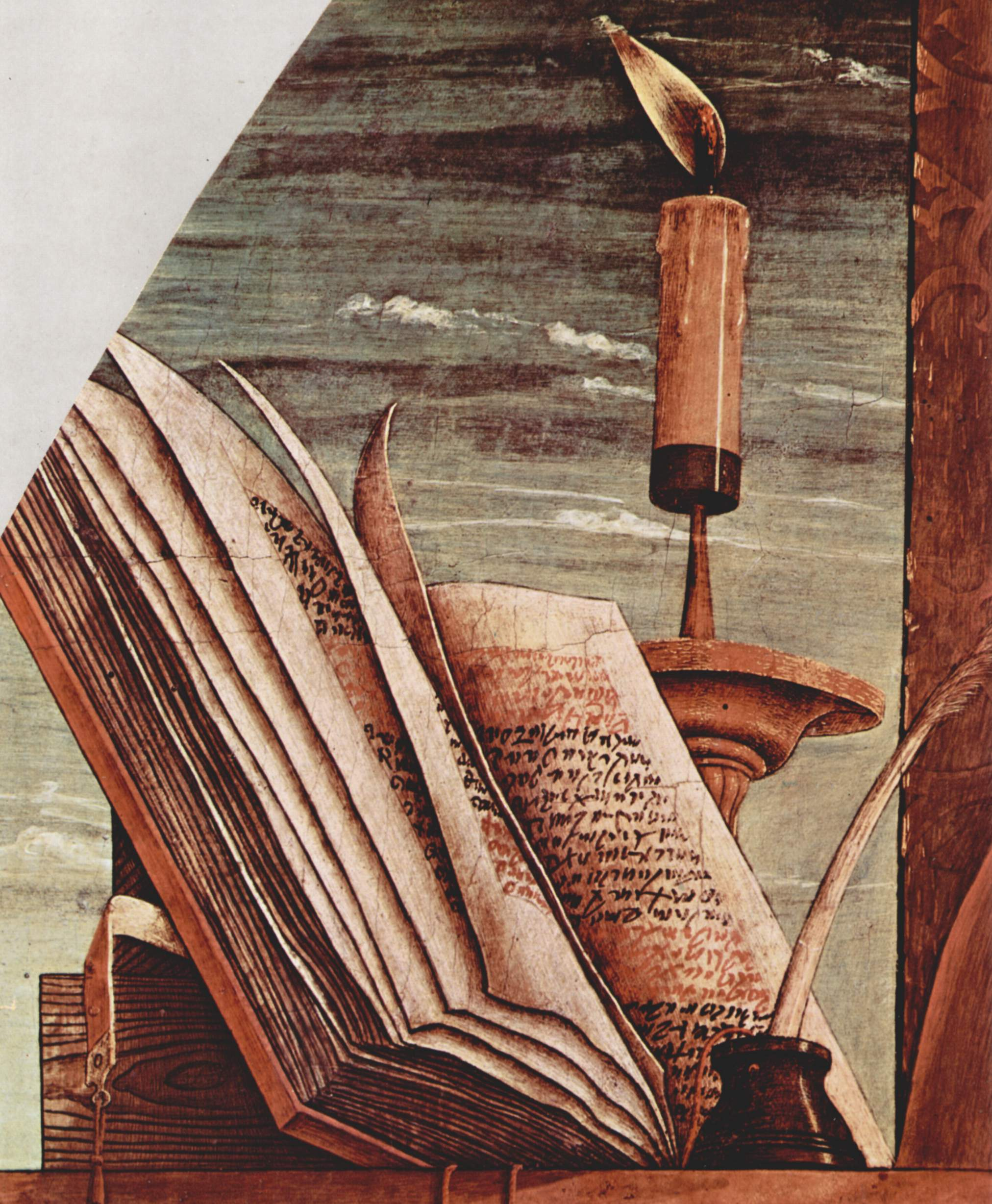
Dettaglio della Pietà

La Pala di San Francesco a Fabriano è un dipinto a tempera e oro su tavola (194,3x93,3 cm) di Carlo Crivelli, datato al 1493 e conservato, nei due scomparti principali, nella Pinacoteca di Brera di Milano. È firmato sulla pala centrale CAROLVS CRIVELLVS VENETVS MILES PINXIT MCCCCLXXXXIII.

## Storia
La pala proviene dalla chiesa di San Francesco a Fabriano, come testimonia anche il documento di allogazione nell'Archivio notarile locale. In esso, datato 9 gennaio 1490, l'artista si impegna a dipingere una Pietà coi dolenti, un'Incoronata tra due coppie di santi scelti dal Capitolo, una predella, fregi e dorature, per un compenso finale di 250 ducati, da consegnare a poco a poco, per far fronte via via alle spese necessarie. Per il periodo necessario al compimento, due anni, il pittore avrebbe inoltre goduto di alloggio, grano, vino e legna da ardere gratuiti. I frati si affidavano al pittore che da diversi anni operava in città e che aveva già creato una pala per un altare laterale della loro chiesa, la Madonna col Bambino in trono tra i santi Francesco e Sebastiano, oggi alla National Gallery di Londra.
Il completamento alla fine richiese quattro anni e nel frattempo i committenti dovettero cambiare: l'iscrizione sulla pala ("Tempore fra Jacobi de Fabro et fra Angeli de Serra comitus guardianus completa fuit") ricorda infatti un fra' Jacopo da Fabriano e un frate Angelo di Serra dei Conti che non parteciparono alla stesura del primo contratto; frate Angelo era il nuovo frate guardiano succeduto al Giovanni "sacre thologie professoris" citato nel primo documento.
La data sulla pala ne fa l'ultima opera sicuramente assegnabile al Crivelli.
La pala venne vista nella tribuna del coro verso il 1730 dal Benigni e verso il 1745 dal Gilli-Guerrieri. In seguito al terremoto del 1741, la chiesa venne danneggiata e abbattuta nel 1780, per essere ricostruita entro il 1788. Tutte le opere presenti in chiesa vennero rimosse e poi disperse. La Pala di San Francesco forse transitò per il mercato antiquario di Roma, come molte altre opere marchigiane. In ogni caso, nel 1836, i due dipinti principali della pala sono ricordati sulla Gazzetta Privilegiata di Milano come acquistati genericamente "in Romagna" da Pietro Oggioni, collezionista. Nel suo testamento egli le lasciò legate a Brera, pervenendovi il 12 gennaio 1855.
La predella fu smembrata e prese varie strade. Fu Federico Zeri a studiarne la ricostruzione.

## Descrizione e stile
La pala era composta da i seguenti scomparti:
- Incoronazione della Vergine, 255x225 cm, Milano, Pinacoteca di Brera
- Pieta, 128x225 cm, Milano, Pinacoteca di Brera
- Cristo benedicente, 25x25 cm, Roma, Museo di Castel Sant'Angelo
- Sant'Onofrio, 28x25 cm, Roma, Museo di Castel Sant'Angelo
- Santi Ludovico di Tolosa, Girolamo e Pietro, 28x76 cm, Parigi, Museo Jacquemart-André
- Santi Paolo, Giovanni Crisostomo e Basilio, 28x76 cm, Parigi, Museo Jacquemart-André
- San Bernardino da Siena, 28x25 cm, Esztergom, Museo Cristiano
- Sant'Antonio da Padova, 28x22 cm, Esztergom, Museo Cristiano
- San Domenico, 28x22 cm, Esztergom, Museo Cristiano

### Incoronazione della Vergine
La scena principale mostra l'Incoronazione della Vergine a opera di Gesù, dall'alto di un trono posto su un alto gradino decorato da ampie volute fatte da cornucopie traboccanti di frutta. Il Padre Eterno appare in alto e, sporgendosi in avanti da un nimbo luminoso riempito di serafini, poggia due corone su Gesù e Maria, quella di quest'ultima accompagnata da un gesto di Cristo; sotto Dio appare la colomba dello Spirito Santo. Un nugolo di serafini e cherubini forma una sorta di arco, che incornicia la scena principale e si riconnette con il rettangolo di sfondo fatto da una parete coperta da un drappo riccamente damascato. Altri angeli più grandi, sullo sfondo del cielo azzurro, tendono un telo che copre lo schienale dello scranno di Gesù e Maria, mentre altri quattro, posti a coppie agli angoli superiori, suonano strumenti musicali: due liuti, un'arpa e un tamburello.
I santi, poggianti su un gradino di marmo screziato, sono tre per parte: a sinistra san Giorgio, san Giovanni Battista e santa Caterina d'Alessandria; a destra san Venanzio, san Francesco e san Sebastiano.
Spicca un decorativismo lussureggiante, soprattutto nella forma originalissima del trono, con le cornucopie che girano sinuose attorno a due medaglioni simboleggianti il Sole e la Luna, ovvero il trascorrere del tempo.

### Pietà
La cimasa con la pietà, con bordo superiore arcuato, ha un'impostazione diversa, più solitaria, con le figure raccolte attorno al Cristo morto, con un forte senso drammatico: san Giovanni sembra guardare incredulo le ferite dei chiodi, Maria piange, la Maddalena, che ha appoggiato l'ampolla degli unguenti sul bordo del parapetto marmoreo, si porta una mano al petto, sconvolta. I gruppi sono scanditi dallo sfondo, fatto di diversi drappi che isolando le due figure centrali (madre e figlio) e poi richiamano quelle laterali (Giovanni e Maddalena). Di grande spessore formale è l'intreccio di mani, di una complessità quasi surreale.
Alla piccola natura morta del vasetto, con tanto di cordicella che penzola creando un'ombra molto realistica sulla modanatura, fanno eco dall'altro lato alcuni oggetti legati all'Evangelista, quali il libro aperto e una candela, con la fiamma mossa da un venticelo (non lo stesso però che agita i capelli della Maddalena, poiché di direzione opposta).

### Predella
Zeri ipotizzò che al centro della predella dovesse trovarsi il Cristo benedicente, affiancato a sinistra dai santi Ludovico di Tolosa, Girolamo e Pietro, e a destra dai santi Paolo, Giovanni Crisostomo e Basilio. I due apostoli romani Pietro e Paolo si troverebbero quindi ai lati del Redentore. Tra questi santi sono appesi frutti simbolici tenuti a grappolo da corde. I santi Bernardino da Siena e Onofrio dovevano essere alla base delle cornici, mentre i santi Antonio da Padova e Domenico dovevano trovarsi negli squarci interni. A completare l'insieme, di lunghezza inferiore a quella della pala, potevano esserci gli stemmi dei due frati committenti.
Nonostante alcuni ritocchi, volti a nascondere la frutta dipinta dove tagliata a metà, i santi sono in buone condizioni e sono ascritti alla mano del Crivelli. Essi sono tutti affacciati da finestre ad arco, profilate in pietra. Il motivo della frutta appesa fu copiato pochi anni dopo dal pittore fabrianese Francesco di Gentile.

## Possibile ricostruzione
|  |  |  |  |  |  |  |
|  |  |  |  |  |  |  |